# NGC 1384
NGC 1384 ist eine Spiralgalaxie vom Hubble-Typ Sc im Sternbild Stier am Nordsternhimmel. Sie ist schätzungsweise 439 Millionen Lichtjahre von der Milchstraße entfernt und hat einen Durchmesser von etwa 120.000 Lj.
Das Objekt wurde von dem Astronomen Albert Marth am 20. Oktober 1864 entdeckt.